# Le Meux
Le Meux település Franciaországban, Oise megyében. Lakosainak száma 2310 fő (2022. január 1.). Le Meux Jonquières, Armancourt, Jaux, Lacroix-Saint-Ouen, Longueil-Sainte-Marie és Rivecourt községekkel határos.

## Népesség
A település népességének változása:
| Lakosok száma | 2091 | 2200 | 2361 | 2270 | 2285 | 2327 | 2331 | 2320 | 2310 |
|               | 2013 | 2015 | 2016 | 2017 | 2018 | 2019 | 2020 | 2021 | 2022 |